# Salonin
Salonin(us), Publius Licinius Cornelius Saloninus Valerianus (ur. ok. 242, zm. 260 w Kolonii Agrypinie) – cesarz rzymski, syn cesarza Galiena i Saloniny, wnuk Waleriana I.  

## Panowanie

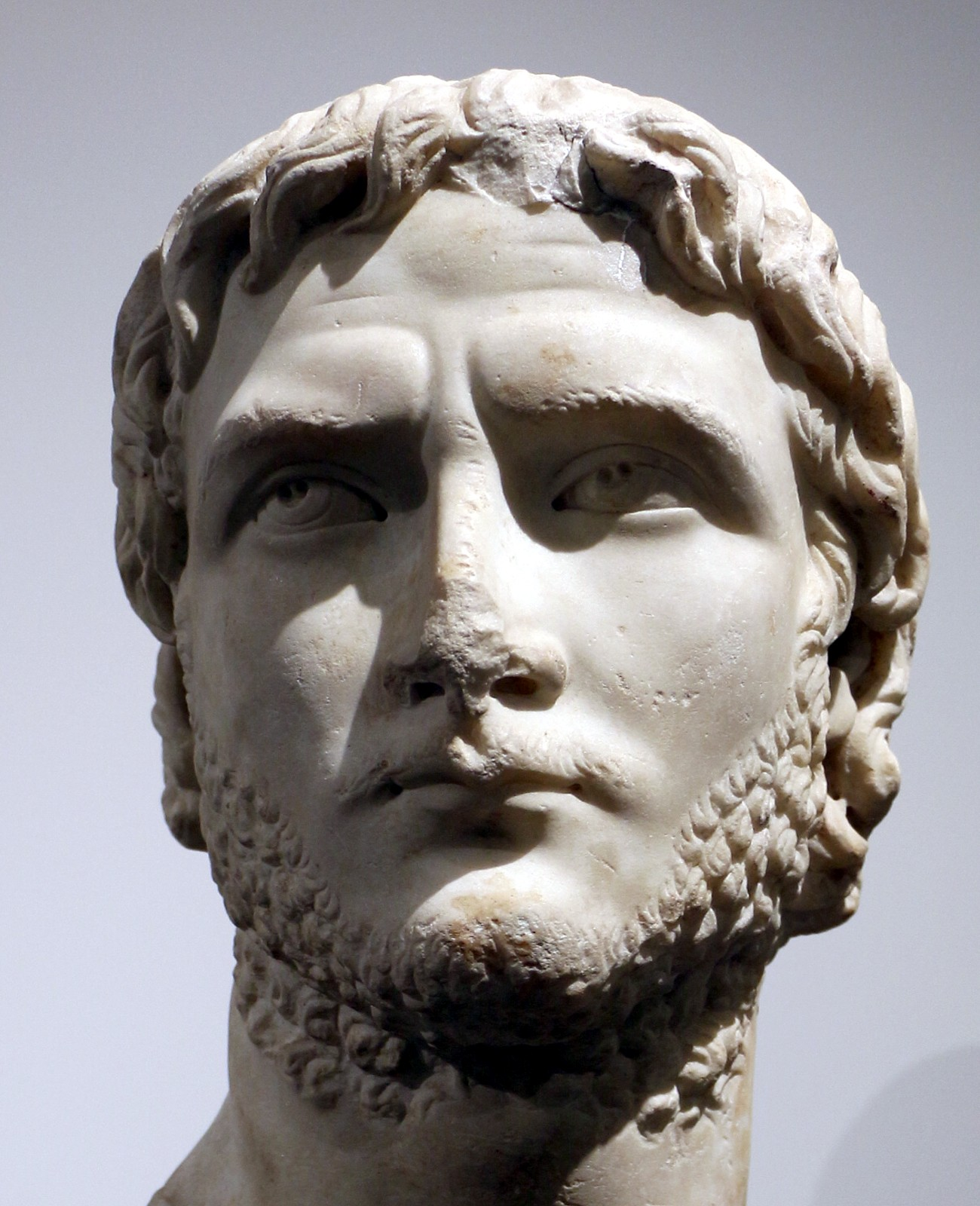
Fragm. popiersia cesarza Galiena, ojca Saloninusa

Saloninus pochodził z rodu Licyniuszy. Był młodszym synem Galiena i jego żony Julii Kornelii Saloniny. Matka urodziła się w Bityni, była prawdopodobnie pochodzenia greckiego . W 253 roku, gdy ojciec został cesarzem, razem z bratem Walerianem, otrzymali tytuł cezara. Po śmierci starszego brata w 258 roku, Saloninus stał się dziedzicem cesarstwa. Na przełomie 259/260 roku germańskie plemiona Alamanów i Franków zagroziły Cesarstwu Rzymskiemu wszczynając bunty w Galii. Gallienus wraz z Saloninusem przybyli do zagrożonej prowincji Germanii Dolnej. Stolicą prowincji i siedzibą cesarza była Kolonia Agrippina (obecnie miasto Kolonia w Niemczech). Najazdy germańskie, w okolicach Dunaju i na północną Italię, zmusiły Gallienusa do interwencji. Opuścił miasto zostawiając Saloninusa jako swego zastępcę. Chciał ustrzec syna od walk prowadzonych nad Dunajem, ale też pragnął zachować kontrolę nad dowódcą legionów reńskich Postumusem. 

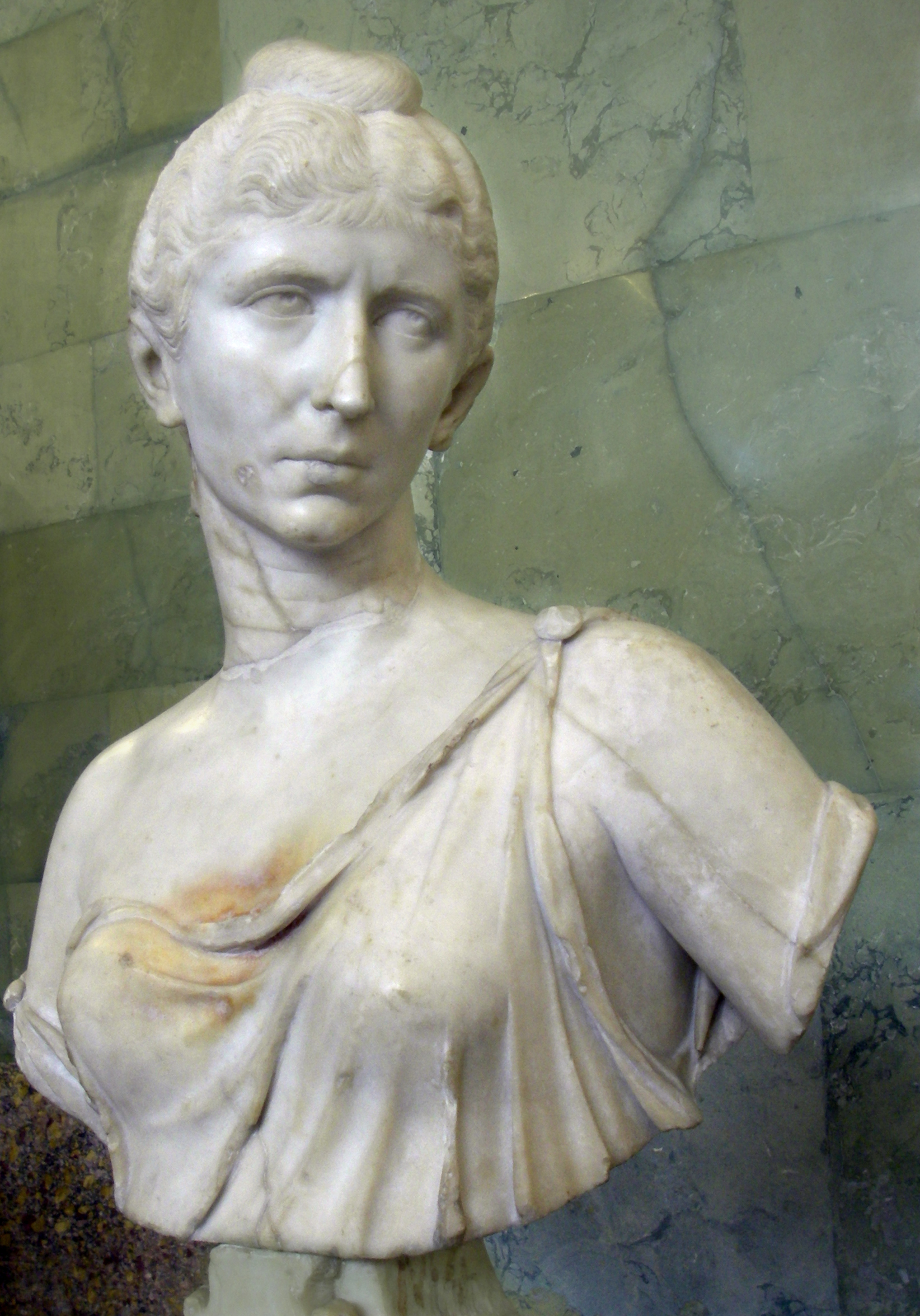
Popiersie Julii Cornelii Saloniny, matki Saloninusa

Opiekę nad ok. 16-letnim Saloninusem sprawował rzymski żołnierz Sylwan (łac. Silvanus). Ok. 259 przyjął tytuł cesarza. W tym też czasie do obiegu w Kolonii trafiły monety z jego wizerunkiem jako łac. Saloninus Augustus. Ok. roku 260 Postumus, który pełnił przed nim obowiązki namiestnika prowincji Germania, wykorzystał osłabienie armii i zbuntował się przeciw władzy małoletniego syna Galiena. Wojska ogłosiły swojego dowódcę cesarzem. Mieszkańcy obleganej Kolonii wydali Saloninusa uzurpatorowi, który kazał go zamordować. Podobny los spotkał Sylwana.

## Popiersie
W 1934 Römisch-Germanisches-Museum zakupiło kolekcję konsula Carla Antona Niessena (1830–1934). Wśród licznych eksponatów znajdowało się niewielkie, kilkucentymetrowe, popiersie Saloninusa. Zostało znalezione w północnej części rzymskiej Kolonii Agrippina. Wykonane jest z nieprzeźroczystego, niebieskiego szkła. Przedstawia popiersie chłopca z pełnymi policzkami i podwójnym podbródkiem. Ubrany jest w haftowaną togę, która ze względu na sposób udrapowania, nazywana jest łac. toga contabulata. Starannie ułożone fałdy układają się na płasko na ciele. Popiersie jest prawdopodobnie jedyną zachowaną rzeźbą z wizerunkiem Saloniusa.